# Persone di nome Pierre
| Questa pagina contiene informazioni ricavate automaticamente dalle voci biografiche con l'ausilio del template Bio e di un bot. L'aggiornamento è periodico e automatico e ricostruisce completamente la pagina. Se manca una persona in questa lista, sei pregato di non aggiungerla, ma accertati piuttosto che la sua voce biografica contenga il template Bio e che i dati anagrafici siano correttamente compilati. Se il template Bio manca, inseriscilo tu stesso o, in alternativa, metti l'avviso {{tmp\|Bio}} che ne segnala la mancanza. Se i dati riportati sono sbagliati, correggi direttamente la voce biografica; le modifiche saranno visibili in questa lista entro pochi giorni. Per chiarimenti vedi il progetto antroponimi. La lista contiene solo le 991 persone che sono citate nell'enciclopedia e per le quali è stato implementato correttamente il template Bio. Pagina aggiornata al 6 ago 2025. |

Questa è una lista di persone presenti nell'enciclopedia che hanno il nome Pierre, suddivise per attività principale.

## Abati(3)
- Pierre Bertholon de Saint-Lazare, abate e fisico francese (Montpellier, n. 1741 - Montpellier, † 1800)
- Pierre Joseph Bonnaterre, abate e naturalista francese (Aveyron, n. 1752 - Saint-Geniez-d'Olt, † 1804)
- Pierre André Pourret, abate e botanico francese (Narbona, n. 1754 - Santiago di Compostela, † 1818)

## Agenti segreti(1)
- Pierre de La Porte, agente segreto francese (n. 1603 - † 1680)

## Allenatori di calcio(15)
- Pierre Aristouy, allenatore di calcio e ex calciatore francese (Mont-de-Marsan, n. 1979)
- Pierre Aubameyang, allenatore di calcio e ex calciatore gabonese (Bitam, n. 1965)
- Pierre Bangoura, allenatore di calcio e calciatore guineano (Conakry, n. 1938 - † 2016)
- Pierre Bodin, allenatore di calcio e calciatore francese (Saint-Marsault, n. 1934 - Clermont-Ferrand, † 1981)
- Pierre Chayriguès, allenatore di calcio e calciatore francese (Parigi, n. 1892 - Levallois-Perret, † 1965)
- Pierre Duhart, allenatore di calcio e calciatore uruguaiano (Montevideo, n. 1910 - Lanús, † 1956)
- Pierre Flamion, allenatore di calcio e calciatore francese (Mohon, n. 1924 - Digione, † 2004)
- Alain Gouaméné, allenatore di calcio e ex calciatore ivoriano (n. 1966)
- Pierre Mosca, allenatore di calcio e ex calciatore francese (Demonte, n. 1945)
- Pierre Pleimelding, allenatore di calcio e calciatore francese (Laxou, n. 1952 - Colmar, † 2013)
- Pierre Repellini, allenatore di calcio e ex calciatore francese (Hyères, n. 1950)
- Pierre Sage, allenatore di calcio e dirigente sportivo francese (Lons-le-Saunier, n. 1979)
- Pierre Roland Saint-Jean, allenatore di calcio e ex calciatore haitiano (n. 1971)
- Pierre Sinibaldi, allenatore di calcio e calciatore francese (Montemaggiore, n. 1924 - Tolone, † 2011)
- Pierre Webó, allenatore di calcio e ex calciatore camerunese (Bafoussam, n. 1982)

## Allenatori di calcio a 5(1)
- Pierre Jacky, allenatore di calcio a 5 e ex calciatore francese (Ingwiller, n. 1960)

## Allenatori di pallacanestro(2)
- Pierre Dao, allenatore di pallacanestro francese (Lione, n. 1943)
- Pierre Vincent, allenatore di pallacanestro francese (Brioude, n. 1964)

## Alpinisti(2)
- Pierre Allain, alpinista e arrampicatore francese (Mirebeau, n. 1904 - Saint-Martin-d'Uriage, † 2000)
- Pierre Mazeaud, alpinista, giurista e politico francese (Lione, n. 1929)

## Altisti(1)
- Pierre Lewden, altista francese (Libourne, n. 1901 - Montberthault, † 1989)

## Ammiragli(8)
- Pierre Claude Haudeneau de Breugnon, ammiraglio e diplomatico francese (Brest, n. 1717 - Parigi, † 1792)
- Pierre François Cornic-Dumoulin, ammiraglio francese (Île-de-Bréhat, n. 1731 - Bréhat, † 1801)
- Gabriel Darrieus, ammiraglio francese (Tolosa, n. 1859 - Tolone, † 1931)
- Pierre Antoine de Raymondis d'Éoux, ammiraglio francese (n. 1706 - † 1792)
- Étienne Pierre de Rochechouart, ammiraglio francese (Tolosa, n. 1724 - † 1799)
- Pierre César Charles de Sercey, ammiraglio francese (Autun, n. 1753 - Parigi, † 1836)
- Pierre André de Suffren de Saint Tropez, ammiraglio francese (Saint-Cannat, n. 1729 - Parigi, † 1788)
- Pierre Charles Silvestre de Villeneuve, ammiraglio francese (Valensole, n. 1763 - Rennes, † 1806)

## Anarchici(2)
- Pierre Goldman, anarchico francese (Lione, n. 1944 - Parigi, † 1979)
- Gaston Leval, anarchico francese (Saint-Denis, n. 1895 - Saint-Cloud, † 1978)

## Anatomisti(1)
- Pierre Delbet, anatomista francese (La Ferté-Gaucher, n. 1861 - † 1957)

## Antiquari(1)
- Pierre Louis Jean Casimir de Blacas, antiquario e diplomatico francese (Avignone, n. 1771 - Vienna, † 1839)

## Antropologi(1)
- Pierre Clastres, antropologo e etnografo francese (Parigi, n. 1934 - Gabriac, † 1977)

## Arbitri di calcio(1)
- Pierre Gaillouste, arbitro di calcio francese (Agen, n. 1989)

## Architetti(22)
- Pierre Biard il Vecchio, architetto e scultore francese (Parigi, n. 1559 - Parigi, † 1609)
- Pierre Bourla, architetto e insegnante belga (Parigi, n. 1783 - Anversa, † 1866)
- Pierre Bullet, architetto francese (Parigi, n. 1639 - Parigi, † 1716)
- Pierre Cailleteau, architetto francese (n. 1655 - † 1724)
- Pierre Chambiges, architetto francese (Parigi, † 1544)
- Pierre Chareau, architetto e designer francese (Bordeaux, n. 1883 - New York, † 1950)
- Pierre Contant d'Ivry, architetto francese (Ivry-sur-Seine, n. 1698 - Parigi, † 1777)
- Honoré Daumet, architetto francese (Parigi, n. 1826 - Parigi, † 1911)
- Pierre Goudiaby Atepa, architetto senegalese (Baïla, n. 1947)
- Pierre Michel d'Ixnard, architetto francese (Nîmes, n. 1723 - Strasburgo, † 1795)
- Pierre Jeanneret, architetto, designer e urbanista svizzero (Ginevra, n. 1896 - Ginevra, † 1967)
- Pierre Le Muet, architetto francese (Digione, n. 1591 - Parigi, † 1669)
- Pierre Le Pautre, architetto, disegnatore e incisore francese (Parigi, n. 1652 - Parigi, † 1716)
- Pierre L'Enfant, architetto e urbanista francese (Anet, n. 1754 - Contea di Prince George, † 1825)
- Pierre Lescot, architetto francese (Parigi, n. 1515 - Parigi, † 1578)
- Pierre Patte, architetto e incisore francese (Parigi, n. 1723 - Mantes-la-Jolie, † 1814)
- Pierre Perrat, architetto francese (n. 1340 - Metz, † 1400)
- Pierre de Montreuil, architetto francese (Parigi, † 1266)
- Pierre Rousseau, architetto francese (Nantes, n. 1751 - Rennes, † 1829)
- Pierre Vago, architetto francese (Budapest, n. 1910 - Noisy-sur-École, † 2002)
- Pierre Vigné de Vigny, architetto francese (Saumur, n. 1690 - Parigi, † 1772)
- Pierre d'Angicourt, architetto francese (Angicourt)

## Arcieri(1)
- Pierre Plihon, arciere francese (Nizza, n. 1989)

## Arcivescovi cattolici(7)
- Pierre de La Châtre, arcivescovo cattolico francese († 1171)
- Pierre de Marca, arcivescovo cattolico e storico francese (Gan, n. 1594 - Parigi, † 1662)
- Pierre Martin Ngô Đình Thục, arcivescovo cattolico vietnamita (Huế, n. 1897 - Joplin, † 1984)
- Justin Paulinier, arcivescovo cattolico francese (Pézenas, n. 1815 - Pézenas, † 1881)
- Pierre Plateau, arcivescovo cattolico francese (Saint-Servan-sur-Mer, n. 1924 - Saint-Malo, † 2018)
- Pierre d'Ornellas, arcivescovo cattolico francese (Parigi, n. 1953)
- André du Bois de La Villerabel, arcivescovo cattolico francese (Saujon, n. 1864 - Nizza, † 1938)

## Artigiani(2)
- Pierre Le Maire I, artigiano francese (n. 1672)
- Pierre Le Maire II, artigiano francese

## Artisti(2)
- Pierre Huyghe, artista francese (Parigi, n. 1962)
- Pierre Mac Orlan, artista e scrittore francese (Péronne, n. 1882 - Saint-Cyr-sur-Morin, † 1970)

## Artisti marziali misti(1)
- Alain Ngalani, artista marziale misto, kickboxer e thaiboxer camerunese (Yaoundé, n. 1975)

## Astisti(1)
- Pierre Quinon, astista francese (Lione, n. 1962 - Hyères, † 2011)

## Astronauti(1)
- Pierre Thuot, ex astronauta statunitense (Groton, n. 1955)

## Astronomi(5)
- Pierre Antonini, astronomo francese
- Jules Janssen, astronomo francese (Parigi, n. 1824 - Meudon, † 1907)
- Pierre Charles Le Monnier, astronomo e geofisico francese (Parigi, n. 1715 - Bayeux, † 1799)
- Pierre Méchain, astronomo francese (Laon, n. 1744 - Castellón de la Plana, † 1804)
- Pierre Puiseux, astronomo francese (Parigi, n. 1855 - Parigi, † 1928)

## Attivisti(1)
- Pierre Ceresole, pacifista svizzero (Losanna, n. 1879 - Losanna, † 1945)

## Attori(32)
- Pierre Arditi, attore francese (Parigi, n. 1944)
- Pierre Asso, attore francese (Nizza, n. 1904 - Parigi, † 1974)
- Pierre Barouh, attore, compositore e giornalista francese (Parigi, n. 1934 - Parigi, † 2016)
- Pierre Batcheff, attore francese (Harbin, n. 1901 - Parigi, † 1932)
- Pierre Bertin, attore francese (Lilla, n. 1891 - Parigi, † 1984)
- Pierre Blanchar, attore e regista francese (Philippeville, n. 1892 - Suresnes, † 1963)
- Pierre Boulanger, attore francese (Parigi, n. 1987)
- Pierre Brasseur, attore francese (Parigi, n. 1905 - Brunico, † 1972)
- Pierre Brice, attore francese (Brest, n. 1929 - Compiègne, † 2015)
- Pierre Clémenti, attore e regista francese (Parigi, n. 1942 - Parigi, † 1999)
- Pierre Cosso, attore, cantante e compositore francese (Algeri, n. 1961)
- Pierre Cressoy, attore francese (Vendôme, n. 1924 - Gorbio, † 1980)
- Pierre Deladonchamps, attore francese (Nancy, n. 1978)
- Pierre Franckh, attore, doppiatore e scrittore tedesco (Heilbronn, n. 1953)
- Pierre Fresnay, attore francese (Parigi, n. 1897 - Neuilly-sur-Seine, † 1975)
- Pierre Larquey, attore francese (Cénac, n. 1884 - Maisons-Laffitte, † 1962)
- Pierre Lucat, attore italiano (Milano, n. 1978)
- Pierre Malet, attore francese (Saint-Tropez, n. 1955)
- Pierre Dux, attore e regista francese (Parigi, n. 1908 - Parigi, † 1990)
- Pierre Mondy, attore e regista francese (Neuilly-sur-Seine, n. 1925 - Parigi, † 2012)
- Pierre Berton, attore e commediografo francese (Parigi, n. 1842 - Parigi, † 1912)
- Pierre Niney, attore francese (Boulogne-Billancourt, n. 1989)
- Pierre Perrier, attore francese (Nogent-sur-Marne, n. 1984)
- Pierre Png, attore singaporiano (Singapore, n. 1973)
- Pierre Renoir, attore francese (Parigi, n. 1885 - Parigi, † 1952)
- Pierre Richard, attore, regista e cantante francese (Valenciennes, n. 1934)
- Pierre Rochefort, attore, cantante e produttore discografico francese (Parigi, n. 1981)
- Pierre Sanoussi-Bliss, attore e regista tedesco (Berlino, n. 1962)
- Pierre Tchernia, attore, sceneggiatore e regista francese (Parigi, n. 1928 - Parigi, † 2016)
- Pierre Tornade, attore e doppiatore francese (Bort-les-Orgues, n. 1930 - Rambouillet, † 2012)
- Pierre Trabaud, attore, comico e doppiatore francese (Chatou, n. 1922 - Versailles, † 2005)
- Pierre Vaneck, attore francese (Lạng Sơn, n. 1931 - Parigi, † 2010)

## Attori pornografici(2)
- Pierre Fitch, attore pornografico e disc jockey canadese (Cornwall, n. 1981)
- Pierre Woodman, attore pornografico francese (Clermont-Ferrand, n. 1963)

## Attori teatrali(2)
- Bellerose, attore teatrale francese (Beauvais, n. 1592 - Conflans-Sainte-Honorine, † 1670)
- Pierre Ligier, attore teatrale francese (Bordeaux, n. 1796 - † 1872)

## Aviatori(3)
- Pierre Clostermann, aviatore francese (Curitiba, n. 1921 - Montesquieu-des-Albères, † 2006)
- Pierre Le Gloan, aviatore francese (Kergrist-Moëlou, n. 1913 - Ouillis, † 1943)
- Émile Taddéoli, aviatore svizzero (Ginevra, n. 1879 - Romanshorn, † 1920)

## Avventurieri(2)
- Pierre Belain d'Esnambuc, avventuriero, pirata e mercante francese (Allouville-Bellefosse, n. 1585 - Saint Kitts, † 1636)
- Ange Goudar, avventuriero e scrittore francese (Montpellier, n. 1708 - † 1791)

## Avvocati(5)
- Pierre Blanc, avvocato e politico francese (Beaufort, n. 1806 - Saint-Sigismond, † 1896)
- Pierre Jaccoud, avvocato svizzero (Ginevra, n. 1905 - † 1996)
- Pierre Lagaillarde, avvocato e terrorista francese (Courbevoie, n. 1931 - Auch, † 2014)
- Pierre Souvestre, avvocato, giornalista e scrittore francese (Plomelin, n. 1874 - Parigi, † 1914)
- Pierre Victurnien Vergniaud, avvocato, politico e rivoluzionario francese (Limoges, n. 1753 - Parigi, † 1793)

## Baritoni(1)
- Pierre Bernac, baritono francese (Parigi, n. 1899 - Villeneuve-lès-Avignon, † 1979)

## Bassi(1)
- Pedro Gailhard, basso e direttore teatrale francese (Tolosa, n. 1848 - Parigi, † 1918)

## Batteristi(1)
- Pierre Moerlen, batterista, vibrafonista e compositore francese (Colmar, n. 1952 - Sainte-Marie-aux-Mines, † 2005)

## Biologi(2)
- Pierre Chambon, biologo francese (Mulhouse, n. 1931)
- Pierre Joliot, biologo francese (Parigi, n. 1932)

## Bobbisti(2)
- Pierre Lueders, ex bobbista canadese (Edmonton, n. 1970)
- Pierre Musy, bobbista svizzero (Albeuve, n. 1910 - Düdingen, † 1990)

## Botanici(10)
- Pierre Edmond Boissier, botanico svizzero (Ginevra, n. 1810 - Valeyres-sous-Rances, † 1875)
- Pierre Boitard, botanico e geologo francese (Mâcon, n. 1789 - † 1859)
- Pierre Paul Dehérain, botanico, fisiologo e chimico francese (Parigi, n. 1830 - Parigi, † 1902)
- Pierre Delforge, botanico belga (n. 1945)
- Pierre Devillers, botanico francese (n. 1938)
- Pierre Étienne Simon Duchartre, botanico francese (Portiragnes, n. 1811 - Meudon, † 1894)
- Pierre Alfred Déséglise, botanico francese (Bourges, n. 1823 - Ginevra, † 1883)
- Pierre Magnol, botanico francese (Montpellier, n. 1638 - Montpellier, † 1715)
- Pierre Rebut, botanico francese (Saint-Jean-des-Vignes, n. 1827 - Chazay-d'Azergues, † 1902)
- Pierre Richer de Belleval, botanico francese (Chalons-sur-Marne, n. 1564 - Montpellier, † 1632)

## Canottieri(2)
- Pierre Ferlin, canottiere francese
- Pierre Houin, canottiere francese (Toul, n. 1994)

## Cantanti(4)
- Peter Fox, cantante e musicista tedesco (Berlino Ovest, n. 1971)
- Garou, cantante canadese (Sherbrooke, n. 1972)
- Pierre Lapointe, cantante canadese (Alma, n. 1981)
- Peter Schilling, cantante tedesco (Stoccarda, n. 1956)

## Cantautori(3)
- Pierre Bachelet, cantautore e compositore francese (Parigi, n. 1944 - Suresnes, † 2005)
- Pierre Bouvier, cantautore e chitarrista canadese (Montréal, n. 1979)
- Pierre Rapsat, cantautore belga (Ixelles, n. 1948 - Verviers, † 2002)

## Cardinali(27)
- Pierre d'Ailly, cardinale, teologo e filosofo francese (Compiègne, n. 1350 - Avignone, † 1420)
- Pierre Amiehl de Brénac, cardinale e arcivescovo cattolico francese (Sarcenas - Avignone, † 1389)
- Pierre d'Aubusson, cardinale francese (Le Monteil-au-Vicomte, n. 1423 - Rodi, † 1503)
- Pierre de la Baume, cardinale e arcivescovo cattolico francese (Montrevel-en-Bresse, n. 1477 - Arbois, † 1544)
- Pierre Bertrand, cardinale e vescovo cattolico francese (Annonay, n. 1280 - Montaut, † 1349)
- Pierre Blain, cardinale francese (La Garde-Guérin - Avignone, † 1409)
- Pierre Étienne Louis Eyt, cardinale e arcivescovo cattolico francese (Laruns, n. 1934 - Bordeaux, † 2001)
- Pierre Flandrin, cardinale francese (Ardèche, n. 1301 - Avignone, † 1381)
- Pierre de Fétigny, cardinale francese (Francia - Avignone, † 1392)
- Pierre Girard, cardinale e vescovo cattolico francese (Saint-Symphorien-sur-Coise - Avignone, † 1415)
- Pierre Giraud, cardinale e arcivescovo cattolico francese (Montferrand, n. 1791 - Cambrai, † 1850)
- Pierre Itier, cardinale e vescovo cattolico francese (Beaumont-du-Périgord - Avignone, † 1367)
- Pierre de la Jugée, cardinale e arcivescovo cattolico francese (Eyrein, n. 1319 - Pisa, † 1376)
- Pierre de Monteruc, cardinale e vescovo cattolico francese (Donzenac - Avignone, † 1385)
- Pierre Nguyễn Văn Nhơn, cardinale e arcivescovo cattolico vietnamita (Ðà Lat, n. 1938)
- Pierre de Cros, cardinale e vescovo cattolico francese (Diocesi di Limoges - Avignone, † 1361)
- Pierre Ravat, cardinale francese (Pamiers - Barcellona, † 1417)
- Pierre de la Vergne, cardinale francese (Limosino - Avignone, † 1403)
- Pierre Marie Joseph Veuillot, cardinale e arcivescovo cattolico francese (Parigi, n. 1913 - Parigi, † 1968)
- Pierre d'Estaing, cardinale e arcivescovo cattolico francese (Castello d'Estaing - Roma, † 1377)
- Pierre de Banac, cardinale e vescovo cattolico francese (Saint-Bonnet-de-Bellac - Viterbo, † 1369)
- Pierre de Bar, cardinale francese (Bar-sur-Aube - Perugia, † 1252)
- Pierre de Gondi, cardinale e vescovo cattolico francese (Lione, n. 1533 - Parigi, † 1616)
- Pierre de Sortenac, cardinale francese (Caraman - Avignone, † 1390)
- Pierre de Thury, cardinale e vescovo cattolico francese (Bresse - Francia, † 1410)
- Pierre de la Chapelle Taillefer, cardinale francese (La Chapelle-Taillefert - Avignone, † 1312)
- Pierre de la Foret, cardinale e arcivescovo cattolico francese (La Suze-sur-Sarthe, n. 1305 - Villeneuve-lès-Avignon, † 1361)

## Cardiologi(1)
- Pierre Potain, cardiologo francese (Parigi, n. 1825 - Parigi, † 1901)

## Cartografi(2)
- Pierre Desceliers, cartografo francese
- Lemau de la Jaisse, cartografo e incisore francese (n. 1677 - Parigi, † 1745)

## Cavalieri(4)
- Pierre Bertran de Balanda, cavaliere francese (Tolosa, n. 1887 - Marsiglia, † 1946)
- Pierre Durand, cavaliere francese (n. 1955)
- Pierre Versteegh, cavaliere olandese (Kedoeng Banteng, n. 1888 - campo di concentramento di Sachsenhausen, † 1942)
- Pierre Jonquères d'Oriola, cavaliere francese (Corneilla-del-Vercol, n. 1920 - Corneilla-del-Vercol, † 2011)

## Cestisti(17)
- Pierre Albrecht, cestista svizzero (n. 1931 - † 2019)
- Pierre Boël, cestista francese (Croix, n. 1911 - Clermont-Ferrand, † 1968)
- Pierre Bressant, ex cestista e allenatore di pallacanestro francese (Fontainebleau, n. 1959)
- Pierre Brun, cestista francese (Le Chesnay, n. 1996)
- André Buffière, cestista e allenatore di pallacanestro francese (Vion, n. 1922 - Lione, † 2014)
- Pierre Caque, cestista francese (Bétheniville, n. 1909 - † 1949)
- Pierre Carlier, cestista svizzero (n. 1915)
- Pierre Galle, ex cestista e allenatore di pallacanestro francese (Calais, n. 1945)
- Pierre Hampton, cestista svedese (Örebro, n. 1991)
- Pierre Jackson, cestista statunitense (Las Vegas, n. 1991)
- Pierre Oriola, cestista spagnolo (Tàrrega, n. 1992)
- Pierre Pelos, cestista francese (Agen, n. 1992)
- Pierre Russell, cestista statunitense (Kansas City, n. 1949 - Kansas City, † 1995)
- Pierre Sagna, ex cestista senegalese (n. 1950)
- Pierre Thiolon, cestista francese (Parigi, n. 1927 - Thiais, † 2014)
- Pierre Van Basselaere, cestista belga (Anderlecht, n. 1915)
- Piet Van Huele, cestista belga (Ostenda, n. 1933 - Ostenda, † 2008)

## Chimici(4)
- Pierre Bayen, chimico e farmacista francese (Châlons-en-Champagne, n. 1725 - Parigi, † 1798)
- Pierre Louis Dulong, chimico e fisico francese (Rouen, n. 1785 - Parigi, † 1838)
- Pierre Joseph Pelletier, chimico francese (Parigi, n. 1788 - Parigi, † 1842)
- Pierre Jean Robiquet, chimico francese (Rennes, n. 1780 - Parigi, † 1840)

## Chirurghi(4)
- Pierre Bazy, chirurgo francese (Sainte-Croix-Volvestre, n. 1853 - Parigi, † 1934)
- Pierre Augustin Béclard, chirurgo e anatomista francese (Angers, n. 1785 - Parigi, † 1825)
- Pierre Joseph Desault, chirurgo francese (Magny-Vernois, n. 1738 - Parigi, † 1795)
- Pierre Fredet, chirurgo francese (Clermont Ferrand, n. 1870 - Parigi, † 1946)

## Chitarristi(1)
- Pierre Bensusan, chitarrista francese (Orano, n. 1957)

## Ciclisti su strada(19)
- Pierre Barbier, ciclista su strada e ciclocrossista francese (Beauvais, n. 1997)
- Pierre Barbotin, ciclista su strada francese (Nantes, n. 1926 - Nantes, † 2009)
- Pierre Bazzo, ex ciclista su strada francese (Bourg, n. 1954)
- Pierre Beuffeuil, ex ciclista su strada francese (L'Éguille, n. 1934)
- Pierre Brambilla, ciclista su strada e dirigente sportivo italiano (Villarbeney, n. 1919 - Saint-Martin-le-Vinoux, † 1984)
- Pierre Cazaux, ex ciclista su strada francese (Saint-Palais, n. 1984)
- Pierre Cloarec, ciclista su strada francese (Pleyben, n. 1909 - Pont-l'Abbé, † 1994)
- Pierre Cogan, ciclista su strada francese (Pluneret, n. 1914 - Auray, † 2013)
- Pierre Everaert, ciclista su strada e dirigente sportivo francese (Quaëdypre, n. 1932 - Lilla, † 1989)
- Pierre Gautherat, ciclista su strada e ciclocrossista francese (Colmar, n. 2003)
- Pierre Harvey, ex ciclista su strada e ex fondista canadese (Rimouski, n. 1957)
- Pierre Latour, ciclista su strada francese (Romans-sur-Isère, n. 1993)
- Pierre Le Doaré, ciclista su strada francese (n. 1900 - † 1934)
- Pierre Le Mellec, ciclista su strada francese (Vannes, n. 1940)
- Pierre Magne, ciclista su strada francese (Livry-Gargan, n. 1906 - Livry-Gargan, † 1980)
- Pierre Matignon, ciclista su strada francese (Les Verchers-sur-Layon, n. 1943 - Saint-Michel-de-Chavaignes, † 1987)
- Pierre Molinéris, ciclista su strada e dirigente sportivo francese (Nizza, n. 1920 - Cuneo, † 2009)
- Pierre Rolland, ex ciclista su strada francese (Gien, n. 1986)
- Pierre Van De Velde, ciclista su strada e pistard belga (Lovendegem, n. 1889 - Knokke, † 1977)

## Clavicembalisti(1)
- Pierre Hantaï, clavicembalista francese (Parigi, n. 1964)

## Comici(1)
- Pierre Étaix, comico, attore e regista francese (Roanne, n. 1928 - Parigi, † 2016)

## Compositori(20)
- Pierre Bastien, compositore francese (Parigi, n. 1953)
- Pierre Montan Berton, compositore francese (Maubert-Fontaine, n. 1727 - Parigi, † 1780)
- Pierre Boulez, compositore, direttore d'orchestra e saggista francese (Montbrison, n. 1925 - Baden-Baden, † 2016)
- Pierre Danican Philidor, compositore e gambista francese (n. 1681 - † 1731)
- Pierre Du Mage, compositore e organista francese (Beauvais, n. 1674 - Laon, † 1751)
- Pierre Dutillieu, compositore italiano (Lione, n. 1754 - Vienna, † 1798)
- Pierre Fontaine, compositore francese (Rouen, n. 1380 - † 1450)
- Pierre Guédron, compositore francese (Châteaudun - Parigi)
- Pierre Henry, compositore francese (Parigi, n. 1927 - Parigi, † 2017)
- Pierre Jansen, compositore francese (Roubaix, n. 1930 - Saint-Pierre-Saint-Jean, † 2015)
- Pierre Kolp, compositore e pedagogo belga (Colonia, n. 1969)
- Pierre de La Garde, compositore e baritono francese (Crécy-la-Chapelle, n. 1717 - Parigi, † 1792)
- Pierre de La Rue, compositore fiammingo (Tournai, n. 1452 - Courtrai, † 1518)
- Pierre Moulu, compositore fiammingo
- Pierre Passereau, compositore francese
- Pierre Regnault, compositore francese (Saint Marcel)
- Pierre Schaeffer, compositore e musicologo francese (Nancy, n. 1910 - Aix-en-Provence, † 1995)
- Louis Lacombe, compositore e pianista francese (Bourges, n. 1818 - Saint-Vaast-la-Hougue, † 1884)
- Pierre Vachon, compositore francese (Avignone, n. 1738 - Berlino, † 1803)
- Pierre de Bréville, compositore e critico musicale francese (Bar-le-Duc, n. 1861 - Parigi, † 1949)

## Compositori di scacchi(2)
- Pierre Drumare, compositore di scacchi francese (Trouville-sur-Mer, n. 1913 - Parigi, † 2001)
- Pierre Auguste d'Orville, compositore di scacchi tedesco (San Pietroburgo, n. 1804 - Ratisbona, † 1864)

## Condottieri(1)
- Pierre Terrail de Bayard, condottiero e cavaliere medievale francese (Pontcharra - Rovasenda, † 1524)

## Contrabbassisti(2)
- Pierre Nicolas, contrabbassista francese (Parigi, n. 1921 - Parigi, † 1990)
- Jino Touche, contrabbassista e chitarrista mauriziano (Plaine Magnien, n. 1966)

## Coreografi(1)
- Pierre Rameau, coreografo francese (n. 1674 - † 1748)

## Criminali(1)
- Pierre Picaud, criminale francese

## Criminologi(1)
- Pierre Victor Tournier, criminologo francese (n. 1950)

## Critici cinematografici(1)
- Pierre Sorlin, critico cinematografico, storico e saggista francese (Bourg-en-Bresse, n. 1933 - Parigi, † 2025)

## Critici d'arte(2)
- Pierre Gaudibert, critico d'arte e scrittore francese (Parigi, n. 1928 - Ivry-sur-Seine, † 2006)
- Pierre Restany, critico d'arte francese (Amélie-les-Bains-Palalda, n. 1930 - Parigi, † 2003)

## Critici musicali(1)
- Pierre Rolland, critico musicale, direttore artistico e conduttore radiofonico canadese (Québec, n. 1931 - Montreal, † 2011)

## Cuochi(2)
- Pierre Hermé, pasticciere francese (Colmar, n. 1961)
- Pierre Koffmann, cuoco francese (Tarbes, n. 1948)

## Danzatori(6)
- Pierre Beauchamp, danzatore, coreografo e musicista francese (Versailles, n. 1631 - Parigi, † 1705)
- Pierre Conté, ballerino, coreografo e compositore francese (Tolosa, n. 1891 - † 1971)
- Pierre Dobrievich, ballerino e direttore artistico jugoslavo (Veles, n. 1931 - † 2009)
- Pierre Lacotte, ballerino, coreografo e direttore artistico francese (Chatou, n. 1932 - La Seyne-sur-Mer, † 2023)
- Pierre Trénitz, danzatore e coreografo francese (Bordeaux, n. 1767 - Val-de-Marne, † 1825)
- Pierre Vladimiroff, ballerino e insegnante russo (Gatčina, n. 1893 - New York, † 1970)

## Designer(1)
- Pierre Terblanche, designer sudafricano (Uitenhage, n. 1956)

## Diplomatici(4)
- Pierre de Blois, diplomatico francese
- Pierre Deschamps, diplomatico e golfista francese (Neuilly-sur-Seine, n. 1856 - Parigi, † 1923)
- Pierre Amédée Jaubert, diplomatico francese (Aix-en-Provence, n. 1779 - Parigi, † 1847)
- Pierre de Boissieu, diplomatico francese (Parigi, n. 1945)

## Direttori d'orchestra(2)
- Pierre Dervaux, direttore d'orchestra e compositore francese (Juvisy-sur-Orge, n. 1917 - Marsiglia, † 1992)
- Pierre Monteux, direttore d'orchestra francese (Parigi, n. 1875 - Hancock, † 1964)

## Direttori della fotografia(4)
- Pierre Aïm, direttore della fotografia francese (Parigi, n. 1959)
- Ghislain Cloquet, direttore della fotografia belga (Anversa, n. 1924 - Montainville, † 1981)
- Pierre Lhomme, direttore della fotografia francese (Boulogne-Billancourt, n. 1930 - Arles, † 2019)
- Pierre Morel, direttore della fotografia e regista francese (n. 1964)

## Dirigenti d'azienda(1)
- Pierre Louvrier, dirigente d'azienda belga (Mons, n. 1973)

## Dirigenti sportivi(3)
- Pierre Dréossi, dirigente sportivo, allenatore di calcio e ex calciatore francese (Roubaix, n. 1959)
- Pierre Issa, dirigente sportivo e ex calciatore sudafricano (Germiston, n. 1975)
- Pierre Littbarski, dirigente sportivo, allenatore di calcio e ex calciatore tedesco (Berlino Ovest, n. 1960)

## Disc jockey(1)
- David Guetta, disc jockey, musicista e produttore discografico francese (Parigi, n. 1967)

## Disegnatori(3)
- Pierre Gouthière, disegnatore e orafo francese (Bar-sur-Aube, n. 1732 - Parigi, † 1813)
- Pierre Kroll, disegnatore belga (Gwaka, n. 1958)
- Pierre Mortier, disegnatore olandese (Leida, n. 1661 - Amsterdam, † 1711)

## Drammaturghi(5)
- Pierre Barillet, drammaturgo e scrittore francese (Parigi, n. 1923 - Parigi, † 2019)
- Pierre Corneille, drammaturgo e scrittore francese (Rouen, n. 1606 - Parigi, † 1684)
- Michel Delaporte, drammaturgo, litografo e pittore francese (Parigi, n. 1806 - Parigi, † 1872)
- Pierre de Marivaux, drammaturgo e scrittore francese (Parigi, n. 1688 - Parigi, † 1763)
- Pierre du Ryer, drammaturgo francese (Parigi, n. 1605 - Parigi, † 1658)

## Ebanisti(1)
- Pierre Migeon IV, ebanista francese (Parigi, n. 1696 - Parigi, † 1758)

## Economisti(4)
- Pierre Bernand Barrau, economista francese (Tolosa, n. 1767 - Parigi, † 1843)
- Pierre Samuel Dupont de Nemours, economista e scrittore francese (Parigi, n. 1739 - Greenville, † 1817)
- Pierre Laconte, economista e giurista belga (Bruxelles, n. 1934)
- Paul Leroy-Beaulieu, economista e saggista francese (Saumur, n. 1843 - Parigi, † 1916)

## Editori(3)
- Pierre-Jules Hetzel, editore francese (Chartres, n. 1814 - Monte Carlo, † 1886)
- Pierre Leroux, editore, filosofo e politico francese (Parigi, n. 1797 - Parigi, † 1871)
- Pierre Mouchot, editore e fumettista francese (Montbard, n. 1911 - † 1966)

## Editori musicali(1)
- Pierre Attaignant, editore musicale e compositore francese (Douai, n. 1494 - Parigi)

## Egittologi(1)
- Pierre Lacau, egittologo e filologo francese (Brie-Comte-Robert, n. 1873 - Parigi, † 1963)

## Enologi(1)
- Pierre Viala, enologo francese (Lavérune, n. 1859 - Parigi, † 1936)

## Entomologi(5)
- Pierre François Dejean, entomologo e militare francese (Amiens, n. 1780 - Parigi, † 1845)
- Pierre André Latreille, entomologo e aracnologo francese (Brive-la-Gaillarde, n. 1762 - Parigi, † 1833)
- Pierre Justin Marie Macquart, entomologo, botanico e politico francese (Hazebrouck, n. 1778 - Lestrem, † 1855)
- Pierre Léonard Vander Linden, entomologo belga (n. 1797 - † 1831)
- Pierre Viette, entomologo francese (Orléans, n. 1921 - Bar-sur-Aube, † 2011)

## Esploratori(5)
- Pierre Boucher, esploratore francese (Mortagne-au-Perche, n. 1622 - Boucherville, † 1717)
- Pierre Dugua de Mons, esploratore francese (n. 1558 - † 1628)
- Pierre Talon, esploratore francese (Québec, n. 1676)
- Pierre Gaultier de Varennes de la Vérendrye, esploratore francese (Trois-Rivières, n. 1685 - Montréal, † 1749)
- Pierre Louis Vasquez, esploratore e mercante statunitense (Saint Louis, n. 1798 - Westport, † 1868)

## Farmacisti(1)
- Pierre Fabre, farmacista e imprenditore francese (Castres, n. 1926 - Lavaur, † 2013)

## Filatelisti(1)
- Pierre Mahé, filatelista e giornalista francese (n. 1833 - † 1913)

## Filologi(3)
- Pierre Carpentier, filologo e presbitero francese (Charleville, n. 1697 - Parigi, † 1767)
- Pierre Grimal, filologo classico e latinista francese (Parigi, n. 1912 - Parigi, † 1996)
- Pierre de Nolhac, filologo, storico dell'arte e poeta francese (Ambert, n. 1859 - Parigi, † 1936)

## Filosofi(15)
- Pierre Aubenque, filosofo francese (L'Isle-Jourdain, n. 1929 - Versailles, † 2020)
- Pierre Bayle, filosofo, scrittore e storico francese (Carla-le-Comte, n. 1647 - Rotterdam, † 1706)
- Pierre Boutang, filosofo, poeta e traduttore francese (Saint-Étienne, n. 1916 - Parigi, † 1998)
- Pierre Charron, filosofo e teologo francese (Parigi, n. 1541 - Parigi, † 1603)
- Pierre Crockaert, filosofo fiammingo († 1514)
- Pierre Duhem, filosofo, storico della scienza e fisico francese (Parigi, n. 1861 - Cabrespine, † 1916)
- Pierre Hadot, filosofo e scrittore francese (Parigi, n. 1922 - Orsay, † 2010)
- André Lalande, filosofo francese (Digione, n. 1867 - Asnières-sur-Seine, † 1963)
- Pierre Lévy, filosofo francese (Tunisi, n. 1956)
- Pierre Magnard, filosofo francese (Casablanca, n. 1927)
- Pierre Nicole, filosofo e teologo francese (Chartres, n. 1625 - Parigi, † 1695)
- Pierre Pellegrin, filosofo francese (n. 1944)
- Pietro Ramo, filosofo francese (Cuts, n. 1515 - Parigi, † 1572)
- Pierre A. Riffard, filosofo francese (Tolosa, n. 1946)
- Pierre de Saint-Joseph, filosofo, teologo e religioso francese (Auch, n. 1594 - Parigi, † 1662)

## Fisici(7)
- Pierre Agostini, fisico francese (Tunisi, n. 1941)
- Pierre Ango, fisico, matematico e gesuita francese (Rouen, n. 1640 - La Flèche, † 1694)
- Pierre Victor Auger, fisico francese (Parigi, n. 1899 - Parigi, † 1993)
- Pierre Chappuis, fisico svizzero (Bremblens, n. 1855 - Basilea, † 1916)
- Pierre Curie, fisico e matematico francese (Parigi, n. 1859 - Parigi, † 1906)
- Pierre Hohenberg, fisico francese (Neuilly-sur-Seine, n. 1934 - † 2017)
- Pierre Lecomte du Noüy, fisico francese (Parigi, n. 1883 - New York, † 1947)

## Fotografi(2)
- Pierre Jahan, fotografo, pittore e illustratore francese (Amboise, n. 1909 - Parigi, † 2003)
- Pierre et Gilles, fotografo francese (La Roche-sur-Yon, n. 1950)

## Fumettisti(4)
- Pierre Chery, fumettista francese (Parigi, n. 1927 - Aurillac, † 2022)
- Peyo, fumettista belga (Schaerbeek, n. 1928 - Bruxelles, † 1992)
- Pierre Le Guen, fumettista e scrittore francese (Versailles, n. 1929 - Vannes, † 2022)
- Pierre Tranchand, fumettista francese (Saint-Étienne, n. 1953)

## Funzionari(5)
- Pierre Crozat, funzionario francese (Tolosa, n. 1661 - Parigi, † 1740)
- Pierre Dartout, funzionario francese (Limoges, n. 1954)
- Pierre Moscovici, funzionario e politico francese (Parigi, n. 1957)
- Pierre de Rigaud de Vaudreuil-Cavagnal, funzionario e militare francese (Québec, n. 1698 - Parigi, † 1778)
- Pierre de Lamanon, funzionario, militare e ambasciatore francese (Lambesc - Provenza)

## Generali(27)
- Pierre Banel, generale francese (Lectoure, n. 1766 - Cosseria, † 1796)
- Pierre Gustave Toutant de Beauregard, generale, politico e inventore statunitense (New Orleans, n. 1818 - New Orleans, † 1893)
- Pierre Berthezène, generale francese (Vendargues, n. 1775 - Vendargues, † 1847)
- Pierre Bonnemains, generale e politico francese (Tréauville, n. 1773 - Le Mesnil-Garnier, † 1850)
- Pierre Joseph François Bosquet, generale francese (Mont-de-Marsan, n. 1810 - Pau, † 1861)
- Pierre Louis du Cambout de Coislin, generale, politico e nobile francese (Plessé, n. 1769 - Plessé, † 1837)
- Pierre Cambronne, generale francese (Saint-Sébastien-sur-Loire, n. 1770 - Nantes, † 1842)
- Pierre Daumesnil, generale francese (Périgueux, n. 1776 - † 1832)
- Pierre Charles Dejean, generale, politico e nobile francese (Parigi, n. 1807 - Parigi, † 1872)
- Pierre François Joseph Durutte, generale francese (Douai, n. 1767 - Ypres, † 1827)
- Pierre Louis Charles de Failly, generale francese (Rozoy-sur-Serre, n. 1810 - Compiègne, † 1892)
- Pierre Marie Barthélemy Ferino, generale italiano (Craveggia, n. 1747 - Parigi, † 1816)
- Pierre André Grobon, generale francese (Saint-Méen, n. 1767 - Les Sables d'Olonne, † 1815)
- Pierre Héring, generale francese (Strasburgo, n. 1874 - Neuilly-sur-Seine, † 1963)
- Pierre Garnier de Laboissière, generale e politico francese (Chassiecq, n. 1755 - Parigi, † 1809)
- Pierre Ernest Matton, generale e esperantista francese (Grasse, n. 1855)
- Pierre Alexandre Jean Mollière, generale francese (Orléans, n. 1800 - Parigi, † 1850)
- Pierre Gédéon de Nolivos, generale e politico francese (Léogâne, n. 1714 - Pau, † 1794)
- Pierre Claude Pajol, generale francese (Besançon, n. 1772 - Parigi, † 1844)
- Pierre Hippolyte Publius Renault, generale francese (La Valletta, n. 1807 - Parigi, † 1870)
- Pierre Riel de Beurnonville, generale, politico e nobile francese (Champignol-lez-Mondeville, n. 1752 - Parigi, † 1821)
- Pierre Auguste Roques, generale francese (Marseillan, n. 1856 - Saint-Cloud, † 1920)
- Pierre Xavier Emmanuel Ruffey, generale francese (Digione, n. 1851 - † 1928)
- Pierre Claude Louis Robert Tascher de La Pagerie, generale e politico francese (Fort-Royal, n. 1787 - Parigi, † 1861)
- Pierre Weiss, generale, aviatore e scrittore francese (Nancy, n. 1889 - Antibes, † 1970)
- Pierre Victor de Besenval de Brünstatt, generale francese (Soleure, n. 1721 - Parigi, † 1791)
- Pierre de Villiers, generale francese (Boulogne, n. 1956)

## Geografi(1)
- Pierre Birot, geografo francese (Meudon, n. 1909 - Clamart, † 1984)

## Geologi(2)
- Louis Cordier, geologo e mineralogista francese (Abbeville, n. 1777 - Parigi, † 1861)
- Pierre Toussaint Marcel de Serres de Mesplès, geologo francese (Montpellier, n. 1783 - Montpellier, † 1862)

## Germanisti(1)
- Pierre Bertaux, germanista francese (Lione, n. 1907 - Saint-Cloud, † 1986)

## Gesuiti(5)
- Pierre Ceyrac, gesuita e missionario francese (Meyssac, n. 1914 - Chennai, † 2012)
- Pierre Coton, gesuita e letterato francese (Néronde, n. 1564 - Parigi, † 1626)
- Pierre Johanns, gesuita e missionario lussemburghese (Heinerscheid, n. 1882 - Arlon, † 1955)
- Pierre Poussines, gesuita, grecista e teologo francese (Laurac, n. 1609 - Tolosa, † 1686)
- Pierre Teilhard de Chardin, gesuita, filosofo e paleontologo francese (Orcines, n. 1881 - New York, † 1955)

## Ginnasti(2)
- Joseph Lavielle, ginnasta francese (Peyrehorade, n. 1873 - Bordeaux, † 1936)
- Pierre Payssé, ginnasta francese (Parigi, n. 1873 - Parigi, † 1938)

## Giocatori di curling(1)
- Pierre Canivet, giocatore di curling francese (Parigi, n. 1890 - Garches, † 1982)

## Giocatori di football americano(5)
- Pierre Courageux, giocatore di football americano francese (Vannes, n. 1991)
- Pierre Desir, giocatore di football americano haitiano (Port-au-Prince, n. 1990)
- Pierre Garçon, ex giocatore di football americano statunitense (West Palm Beach, n. 1986)
- Pierre Hilderald, giocatore di football americano francese (n. 1994)
- Pierre Strong Jr., giocatore di football americano statunitense (Little Rock, n. 1998)

## Giornalisti(12)
- Pierre Abraham, giornalista, saggista e critico letterario francese (Parigi, n. 1892 - Parigi, † 1974)
- Pierre Fournier, giornalista, disegnatore e ambientalista francese (San Giovanni di Moriana, n. 1937 - Le Perreux-sur-Marne, † 1973)
- Pierre Gaxotte, giornalista e storico francese (Revigny-sur-Ornain, n. 1895 - Parigi, † 1982)
- Pierre Haski, giornalista francese (Tunisi, n. 1953)
- Pierre Laurent, giornalista e politico francese (Parigi, n. 1957)
- Pierre Lory, giornalista e diplomatico francese (Parigi, n. 1952)
- Pierre Prévost, giornalista, biografo e saggista francese (n. 1912 - † 2003)
- Pierre Rey, giornalista e scrittore francese (Courthézon, n. 1930 - Parigi, † 2006)
- Pierre de Villemarest, giornalista e scrittore francese (Chalon-sur-Saône, n. 1922 - Évreux, † 2008)
- Pierre Virion, giornalista e scrittore francese (Parigi, n. 1899 - † 1988)
- Pierre Vésinier, giornalista e scrittore francese (Cluny, n. 1826 - Parigi, † 1902)
- Pierre Berton, giornalista, scrittore e conduttore televisivo canadese (Whitehorse, n. 1920 - Toronto, † 2004)

## Giuristi(8)
- Pierre de Belleperche, giurista, politico e vescovo cattolico francese (Lucenay-sur-Allier - Parigi, † 1308)
- Pierre Boaistuau, giurista francese (Nantes - Parigi, † 1566)
- Pierre B. Boucher, giurista e politico francese (Bordeaux, n. 1758)
- Léon Duguit, giurista francese (Libourne, n. 1859 - Bordeaux, † 1928)
- Pierre Grégoire, giurista, filosofo e enciclopedista francese (Tolosa, n. 1540 - Pont-à-Mousson, † 1597)
- Pierre Louis de Lacretelle, giurista francese (Metz, n. 1751 - Parigi, † 1824)
- Pierre Rebuffi, giurista francese (Baillargues, n. 1487 - Parigi, † 1557)
- Pierre Sanfourche-Laporte, giurista francese (n. 1774 - † 1856)

## Hockeisti su ghiaccio(3)
- Pierre Bouchard, ex hockeista su ghiaccio canadese (Longueuil, n. 1948)
- Pierre Dagenais, ex hockeista su ghiaccio canadese (Blainville, n. 1978)
- Pierre Turgeon, ex hockeista su ghiaccio canadese (Rouyn-Noranda, n. 1969)

## Illustratori(2)
- Pierre Dupuis, illustratore e scrittore francese (Dieppe, n. 1929 - † 2004)
- Pierre Joubert, illustratore francese (Parigi, n. 1910 - La Rochelle, † 2002)

## Imprenditori(15)
- Pierre Andurand, imprenditore francese (n. 1977)
- Pierre Bellon, imprenditore francese (Marsiglia, n. 1930 - Parigi, † 2022)
- Pierre Bergé, imprenditore e filantropo francese (Saint-Pierre-d'Oléron, n. 1930 - Saint-Rémy-de-Provence, † 2017)
- Pierre Chappaz, imprenditore francese (Tolone, n. 1959)
- Pierre Danon, imprenditore francese (Boulogne-Billancourt, n. 1956)
- Pierre Alexandre Darracq, imprenditore francese (Bordeaux, n. 1855 - Monaco, † 1931)
- Pierre Fernandez Diaz, imprenditore greco (Salonicco, n. 1897 - Meina, † 1943)
- Pierre Lorillard II, imprenditore statunitense (New York, n. 1764 - New York, † 1843)
- Pierre Lorillard III, imprenditore statunitense (New York, n. 1796 - New York, † 1867)
- Pierre Lorillard IV, imprenditore statunitense (Contea di Westchester, n. 1833 - New York, † 1901)
- Pierre Abraham Lorillard, imprenditore francese (Montbéliard, n. 1742 - New York, † 1776)
- Pierre Omidyar, imprenditore iraniano (Parigi, n. 1967)
- Pierre Pucheu, imprenditore e politico francese (Beaumont-sur-Oise, n. 1899 - Hussein Dey, † 1944)
- Pierre Ravanas, imprenditore, mercante e agronomo francese (Aix-en-Provence, n. 1796 - Marsiglia, † 1870)
- Pierre Wertheimer, imprenditore francese (n. 1888 - † 1965)

## Incisori(4)
- Pierre Chenu, incisore francese (Parigi, n. 1730 - † 1795)
- Pierre Drevet, incisore francese (Loire-sur-Rhône, n. 1663 - Parigi, † 1738)
- Pierre Adrien Le Beau, incisore francese (Parigi - Parigi, † 1817)
- Pierre Ignace Parrocel, incisore e pittore francese (Avignone, n. 1702 - Roma, † 1775)

## Ingegneri(11)
- Pierre Bézier, ingegnere e matematico francese (Parigi, n. 1910 - Bures-sur-Yvette, † 1999)
- Pierre Emmanuel Bruneseau, ingegnere francese (n. 1751 - † 1819)
- Pierre de Conty d'Argencour, ingegnere militare francese (Alès, n. 1575 - Narbonne, † 1655)
- Pierre Simon Girard, ingegnere e fisico francese (Caen, n. 1765 - Parigi, † 1836)
- Pierre Henri Hugoniot, ingegnere francese (n. 1851 - † 1887)
- Pierre Guillaume Frédéric Le Play, ingegnere, sociologo e economista francese (La Rivière-Saint-Sauveur, n. 1806 - Parigi, † 1882)
- Pierre Marcel Lemoigne, ingegnere e aviatore francese (Argentan, n. 1898 - Montrouge, † 1985)
- Pierre Levasseur, ingegnere e aviatore francese (Parigi, n. 1890 - Parigi, † 1941)
- Louis de Monge, ingegnere belga (Ohey, n. 1890 - New York, † 1977)
- Pierre Picavet, ingegnere francese (Lilla, n. 1892 - Tourcoing, † 1973)
- Pierre Waché, ingegnere francese (Auchel, n. 1974)

## Insegnanti(2)
- Pierre Gilliard, docente svizzero (Fiez, n. 1879 - Losanna, † 1962)
- Pierre Michel, docente francese (Tolone, n. 1942)

## Inventori(1)
- Pierre Lallement, inventore e ingegnere francese (Pont-à-Mousson, n. 1843 - Boston, † 1891)

## Letterati(1)
- Pierre Sabatier, letterato francese (Poitiers, n. 1682 - Reims, † 1742)

## Librettisti(2)
- Pierre Capelle, librettista e scrittore francese (Montauban, n. 1775 - Parigi, † 1851)
- Pierre Perrin, librettista francese (Lione, n. 1620 - Parigi, † 1675)

## Linguisti(4)
- Pierre Bec, linguista e filologo francese (Parigi, n. 1921 - Poitiers, † 2014)
- Pierre Chantraine, linguista e grecista francese (Lilla, n. 1899 - Parigi, † 1974)
- Pierre Larousse, linguista, pedagogista e editore francese (Toucy, n. 1817 - Parigi, † 1875)
- Pierre Léon, linguista e scrittore francese (Ligré, n. 1926 - Toronto, † 2013)

## Lottatori(1)
- Pierre Ollivier, lottatore belga (n. 1890)

## Magistrati(6)
- Pierre Arpaillange, magistrato e politico francese (Carlux, n. 1924 - Le Cannet, † 2017)
- Pierre Joxe, magistrato e politico francese (Parigi, n. 1934)
- Pierre de La Gorce, magistrato, avvocato e storico francese (Vannes, n. 1846 - Parigi, † 1934)
- Pierre de La Place, magistrato, giurista e filosofo francese (Angoulême, n. 1520 - Parigi, † 1572)
- Pierre Michel, magistrato francese (Saint-Amans-Soult, n. 1943 - Marsiglia, † 1981)
- Pierre de Lancre, magistrato francese (Bordeaux, n. 1553 - Loubens, † 1631)

## Matematici(16)
- Pierre Bouguer, matematico, geofisico e geodeta francese (Le Croisic, n. 1698 - Parigi, † 1758)
- Pierre Boutroux, matematico e storico della scienza francese (Parigi, n. 1880 - † 1922)
- Henri Brocard, matematico francese (Vignot, n. 1845 - Bar-le-Duc, † 1922)
- Pierre Deligne, matematico belga (Etterbeek, n. 1944)
- Pierre Desenne, matematico francese
- Pierre Fatou, matematico francese (Lorient, n. 1878 - Pornichet, † 1929)
- Pierre de Fermat, matematico francese (Beaumont-de-Lomagne, n. 1601 - Castres, † 1665)
- Pierre Hérigone, matematico e astronomo francese (n. 1580 - Parigi, † 1643)
- Pierre Alphonse Laurent, matematico francese (Parigi, n. 1813 - Parigi, † 1854)
- Pierre Lemonnier, matematico e filosofo francese (Saint-Sever-Calvados, n. 1675 - Saint-Germain-en-Laye, † 1757)
- Pierre Rémond de Montmort, matematico francese (Parigi, n. 1678 - Parigi, † 1719)
- Pierre-Frédéric Sarrus, matematico francese (Saint-Affrique, n. 1798 - † 1861)
- Pierre Varignon, matematico e presbitero francese (Caen, n. 1654 - Parigi, † 1722)
- Pierre François Verhulst, matematico e statistico belga (Bruxelles, n. 1804 - Bruxelles, † 1849)
- Pierre Vernier, matematico francese (Ornans, n. 1580 - Ornans, † 1637)
- Pierre de Carcavi, matematico e bibliotecario francese († 1684)

## Medici(10)
- Pierre Marie Auguste Broussonet, medico e naturalista francese (Montpellier, n. 1761 - Montpellier, † 1807)
- Pierre Honoré Bérard, medico francese (Lichtenberg, n. 1797 - Parigi, † 1858)
- Pierre Jean Georges Cabanis, medico, fisiologo e filosofo francese (Cosnac, n. 1757 - Seraincourt, † 1808)
- Pierre Deniker, medico francese (Parigi, n. 1917 - Parigi, † 1998)
- Pierre Dukan, medico francese (Algeri, n. 1941)
- Pierre Joseph Garidel, medico e botanico francese (Aix-en-Provence, n. 1658 - Aix-en-Provence, † 1737)
- Pierre Pellerin, medico francese (Strasburgo, n. 1923 - Parigi, † 2013)
- Pierre Adolphe Piorry, medico francese (Poitiers, n. 1794 - Parigi, † 1879)
- Émile Roux, medico e microbiologo francese (Confolens, n. 1853 - Parigi, † 1933)
- Pierre de la Poterie, medico e chimico francese

## Medievisti(2)
- Pierre Marot, medievista francese (Neufchâteau, n. 1900 - Parigi, † 1992)
- Pierre Toubert, medievista francese (Algeri, n. 1932 - Parigi, † 2025)

## Mercanti d'arte(1)
- Pierre Matisse, mercante d'arte, gallerista e collezionista d'arte francese (Bohain-en-Vermandois, n. 1900 - Monaco, † 1989)

## Mezzofondisti(1)
- Pierre Délèze, ex mezzofondista svizzero (Nendaz, n. 1958)

## Militari(12)
- Pierre Aubertin, militare e aviatore francese (Vitry-le-François, n. 1915 - Lione, † 1949)
- Pierre Picoté de Belestre, militare e esploratore francese (Metz, n. 1636 - Montréal, † 1679)
- Pierre Chanal, militare francese (Saint-Étienne, n. 1946 - Reims, † 2003)
- Pierre Cuillier-Perron, militare e avventuriero francese (Luceau, n. 1753 - Authon, † 1834)
- Pierre Dominique Garnier, militare francese (Marsiglia, n. 1756 - Nantes, † 1827)
- Pierre Guillaume Gratien, militare francese (Parigi, n. 1764 - Piacenza, † 1814)
- Pierre Alexandre Lenormand de Bretteville, militare francese (Skørpinge, n. 1811 - Parigi, † 1884)
- Pierre de Rieux, militare francese (Ancenis, n. 1389 - Compiègne, † 1439)
- Pierre Robinault de Saint-Régeant, militare francese (Lanrelas, n. 1766 - Parigi, † 1801)
- Alphonse de Tonti, militare e esploratore francese (Parigi - Canada, † 1727)
- Pierre de Brézé, militare francese (n. 1412 - Montlhéry, † 1465)
- Pierre de Troyes, militare francese (Troyes, n. 1645 - Fort Niagara, † 1688)

## Mineralogisti(1)
- Pierre Berthier, mineralogista e geologo francese (Nemours, n. 1782 - Parigi, † 1861)

## Missionari(6)
- Pierre Bataillon, missionario e vescovo cattolico francese (Saint-Cyr-les-Vignes, n. 1810 - Wallis, † 1877)
- Pierre Jean Marie Delavay, missionario, botanico e esploratore francese (Abondance, n. 1834 - Kunming, † 1895)
- Pierre Guichet, missionario e vescovo cattolico francese (Saint-Hilaire-de-Clisson, n. 1915 - Brive-la-Gaillarde, † 1997)
- Pierre Marie Heude, missionario, gesuita e zoologo francese (Fougères, n. 1836 - † 1902)
- Pierre Lambert de la Motte, missionario e vescovo cattolico francese (Lisieux, n. 1624 - Ayutthaya, † 1679)
- Pierre Poivre, missionario e botanico francese (Lione, n. 1719 - † 1786)

## Monaci cristiani(1)
- Pierre Pérignon, monaco cristiano francese (Sainte-Menehould, n. 1639 - Hautvillers, † 1715)

## Musicisti(4)
- Pierre Certon, musicista francese (Melun - Parigi, † 1572)
- Pierre de Manchicourt, musicista e compositore francese (Béthune - Madrid, † 1564)
- Pierre Robert, musicista e compositore francese (Parigi, † 1699)
- Pierre Van Dormael, musicista e compositore belga (Bruxelles, n. 1952 - Bruxelles, † 2008)

## Naturalisti(5)
- Pierre Belon, naturalista, scrittore e diplomatico francese (Souletière, n. 1517 - Parigi, † 1564)
- Pierre Antoine Delalande, naturalista e esploratore francese (n. 1787 - † 1823)
- Pierre Auguste Joseph Drapiez, naturalista belga (Lilla, n. 1778 - Bruxelles, † 1856)
- Pierre Louis Jean Ivolas, naturalista francese (Sète, n. 1842 - Tours, † 1908)
- Pierre Sonnerat, naturalista e esploratore francese (Lione, n. 1748 - Lione, † 1814)

## Navigatori(2)
- Pierre Garcie-Ferrande, marinaio e cartografo francese (Saint-Gilles-Croix-de-Vie, n. 1430 - Saint-Gilles-Croix-de-Vie, † 1520)
- Pierre Le Moyne d'Iberville, navigatore e esploratore francese (Ville-Marie, n. 1661 - L'Avana, † 1706)

## Neurologi(2)
- Pierre Janet, neurologo, psicologo e filosofo francese (Parigi, n. 1859 - Parigi, † 1947)
- Pierre Marie, neurologo e medico francese (Parigi, n. 1853 - Le Pradet, † 1940)

## Nobili(5)
- Pierre Casiraghi, nobile monegasco (La Colle, n. 1987)
- Pierre Taffin, nobile e imprenditore francese (Gand, n. 1664 - Valenciennes, † 1745)
- Pierre le Pelley I, nobile (n. 1736 - † 1778)
- Pierre le Pelley II, nobile (n. 1758 - † 1820)
- Pierre Carey le Pelley, nobile britannico (n. 1828)

## Numismatici(1)
- Pierre Justin Sabatier, numismatico francese (Tolosa, n. 1792 - Parigi, † 1869)

## Nuotatori(2)
- Pierre Peyrusson, nuotatore francese (Limoges, n. 1881 - Montfaucon-d'Argonne, † 1914)
- Pierre Roger, nuotatore francese (La Flèche, n. 1983)

## Oboisti(1)
- Pierre Pierlot, oboista francese (Parigi, n. 1921 - Parigi, † 2007)

## Oceanografi(1)
- Pierre Karleskind, oceanografo e politico francese (Melun, n. 1979)

## Odontoiatri(1)
- Pierre Fauchard, odontoiatra francese (Bretagna, n. 1678 - Parigi, † 1761)

## Operai(1)
- Pierre de Geyter, operaio e musicista belga (Gand, n. 1848 - Saint-Denis, † 1932)

## Organisti(2)
- Pierre Cochereau, organista, insegnante e compositore francese (Saint-Mandé, n. 1924 - Lione, † 1984)
- Pierre Dandrieu, organista, compositore e prete francese (Angers, n. 1661 - Parigi, † 1733)

## Orologiai(2)
- Pierre Jaquet-Droz, orologiaio svizzero (La Chaux-de-Fonds, n. 1721 - Bienne, † 1790)
- Pierre Le Roy, orologiaio francese (Parigi, n. 1717 - Viry-Châtillon, † 1785)

## Pallamanisti(1)
- Pierre Thorsson, ex pallamanista svedese (Linköping, n. 1966)

## Pallanuotisti(2)
- Pierre Coppieters, pallanuotista belga (Ostenda, n. 1907)
- Pierre Dewin, pallanuotista belga (Anversa, n. 1894)

## Pallavolisti(2)
- Pierre Pourtalet, pallavolista francese (Marsiglia, n. 1984)
- Pierre Pujol, pallavolista francese (Bordeaux, n. 1984)

## Parolieri(2)
- Pierre Laujon, paroliere e drammaturgo francese (Parigi, n. 1727 - Parigi, † 1811)
- Pierre Delanoë, paroliere francese (Parigi, n. 1918 - Poissy, † 2006)

## Partigiani(1)
- Pierre de Gaulle, partigiano e politico francese (Parigi, n. 1897 - Neuilly-sur-Seine, † 1959)

## Pastori protestanti(1)
- Pierre Allix, pastore protestante, teologo e scrittore francese (Alençon, n. 1641 - Londra, † 1717)

## Pattinatori artistici su ghiaccio(2)
- Pierre Baugniet, pattinatore artistico su ghiaccio belga (Anversa, n. 1925 - Monaco, † 1981)
- Pierre Brunet, pattinatore artistico su ghiaccio francese (Le Quesne, n. 1902 - Boyne City, † 1991)

## Pattinatori di short track(1)
- Pierre Boda, ex pattinatore di short track australiano (Camperdown, n. 1993)

## Pediatri(1)
- Pierre Maroteaux, pediatra francese (Versailles, n. 1926 - Versailles, † 2019)

## Pentatleti(1)
- Pierre Dejardin, pentatleta francese (n. 1994)

## Performance artist(1)
- Pierre Pinoncelli, performance artist francese (Saint-Étienne, n. 1929 - Saint-Rémy-de-Provence, † 2021)

## Personaggi televisivi(1)
- Buster Martin, personaggio televisivo francese (Iparralde, n. 1906 - Londra, † 2011)

## Pesisti(1)
- Pierre Colnard, pesista francese (Liffol-le-Petit, n. 1929 - Bar-le-Duc, † 2018)

## Piloti automobilistici(4)
- Pierre Dieudonné, pilota automobilistico belga (Bruxelles, n. 1947)
- Pierre Gasly, pilota automobilistico francese (Rouen, n. 1996)
- Pierre Levegh, pilota automobilistico francese (Parigi, n. 1905 - Le Mans, † 1955)
- Pierre Veyron, pilota di Formula 1 francese (Les Monts-Verts, n. 1903 - Èze, † 1970)

## Piloti di rally(2)
- Pierre Lartigue, ex pilota di rally francese (n. 1948)
- Pierre Ragues, pilota di rally e pilota automobilistico francese (Caen, n. 1984)

## Piloti motociclistici(1)
- Pierre Monneret, pilota motociclistico francese (Parigi, n. 1931 - Dourdan, † 2010)

## Pirati(2)
- Pierre Le Picard, pirata francese (Francia, n. 1624 - † 1690)
- Pierre le Grand, pirata francese (Dieppe)

## Pistard(4)
- Pierre Adam, pistard francese (Parigi, n. 1924 - † 2012)
- Pierre Georget, pistard francese (Châtellerault, n. 1917 - Parigi, † 1964)
- Pierre Nihant, pistard belga (Blegny, n. 1925 - Blegny, † 1993)
- Pierre Trentin, ex pistard francese (Créteil, n. 1944)

## Pittori(43)
- Pierre Abadie-Landel, pittore francese (Parigi, n. 1896 - † 1972)
- Pierre Abattucci, pittore belga (Molenbeek-Saint-Jean, n. 1871 - Ixelles, † 1942)
- Pierre Alechinsky, pittore, scultore e incisore belga (Schaerbeek, n. 1927)
- Pierre Andrieu, pittore francese (n. 1821 - † 1892)
- Pierre Bodard, pittore francese (Bordeaux, n. 1881 - Parigi, † 1937)
- Pierre Bonnard, pittore francese (Fontenay-aux-Roses, n. 1867 - Le Cannet, † 1947)
- Pierre Brissaud, pittore e illustratore francese (Parigi, n. 1885 - Parigi, † 1964)
- André Brouillet, pittore e illustratore francese (Charroux, n. 1857 - Couhé, † 1914)
- Pierre Cacault, pittore e collezionista d'arte francese (Nantes, n. 1744 - Clisson, † 1810)
- Pierre-Jacques Cazes, pittore, disegnatore e illustratore francese (Parigi, n. 1676 - Parigi, † 1754)
- Pierre-Charles Comte, pittore francese (Lione, n. 1823 - Fontainebleau, † 1895)
- Pierre Olivier Joseph Coomans, pittore, illustratore e incisore belga (Bruxelles, n. 1816 - Boulogne-Billancourt, † 1889)
- Pierre Auguste Cot, pittore francese (Bédarieux, n. 1837 - Parigi, † 1883)
- Pierre Courteys, pittore francese
- Pierre Claude François Delorme, pittore e incisore francese (Parigi, n. 1783 - Parigi, † 1859)
- Pierre Dulin, pittore francese (Parigi, n. 1669 - Parigi, † 1748)
- Pierre Dumont, pittore francese (Parigi, n. 1884 - Parigi, † 1936)
- Pierre Dupont, pittore francese (Parigi, n. 1570 - Parigi, † 1650)
- Pierre Gobert, pittore francese (Fontainebleau, n. 1662 - Parigi, † 1744)
- Giuseppe Grisoni, pittore fiammingo (Mons, n. 1699 - Roma, † 1769)
- Pierre Grivolas, pittore francese (Avignone, n. 1823 - Avignone, † 1906)
- Pierre Tal-Coat, pittore francese (Clohars-Carnoët, n. 1905 - Saint-Pierre-de-Bailleul, † 1985)
- Pierre Lacour, pittore francese (Bordeaux, n. 1745 - Bordeaux, † 1814)
- Pierre Lenfant, pittore e disegnatore francese (Anet, n. 1704 - Parigi, † 1787)
- Pierre Denis Martin, pittore e disegnatore francese (Parigi, n. 1673 - Parigi, † 1743)
- Pierre Mignard, pittore francese (Troyes, n. 1612 - Parigi, † 1695)
- Pierre Molinier, pittore e fotografo francese (Agen, n. 1900 - Bordeaux, † 1976)
- Pierre Monier, pittore francese (Blois, n. 1641 - Parigi, † 1703)
- Pierre Parrocel, pittore e incisore francese (Avignone, n. 1670 - Parigi, † 1739)
- Pierre Patel, pittore francese (Parigi, † 1676)
- Pierre François Eugène Giraud, pittore francese (Parigi, n. 1806 - Parigi, † 1881)
- Pierre Prévost, pittore francese (Montigny-le-Gannelon, n. 1764 - Parigi, † 1823)
- Pierre Pénicaud, pittore francese (Limoges - Limoges)
- Pierre Quesnel, pittore e disegnatore francese (Rouen - Parigi)
- Pierre Étienne Rémillieux, pittore francese (Vienne, n. 1811 - Lione, † 1856)
- Pierre Reymond, pittore francese (n. 1513 - † 1584)
- Théodore Rousseau, pittore francese (Parigi, n. 1812 - Barbizon, † 1867)
- Pierre Roy, pittore francese (Nantes, n. 1880 - Milano, † 1950)
- Pierre Révoil, pittore francese (Lione, n. 1776 - Parigi, † 1842)
- Pierre Soulages, pittore e incisore francese (Rodez, n. 1919 - Nîmes, † 2022)
- Pierre Subleyras, pittore francese (Saint-Gilles, n. 1699 - Roma, † 1749)
- Pierre Thuillier, pittore francese (Amiens, n. 1799 - Parigi, † 1858)
- Pierre Waidmann, pittore e scultore francese (Remiremont, n. 1860 - Neuilly-sur-Seine, † 1937)

## Poeti(10)
- Pierre Dupont, poeta francese (Lione, n. 1821 - † 1870)
- Pierre Garnier, poeta e scrittore francese (Amiens, n. 1928 - Saisseval, † 2014)
- Pierre Gringore, poeta e drammaturgo francese (Thury Harcourt, n. 1475 - Lorena, † 1538)
- Pierre François Lacenaire, poeta e criminale francese (Lione, n. 1803 - Parigi, † 1836)
- Pierre Louÿs, poeta e scrittore francese (Gand, n. 1870 - Parigi, † 1925)
- Pierre de Nesson, poeta francese (Aigueperse, n. 1383 - Parigi, † 1442)
- Pierre Pascal, poeta, saggista e iranista francese (Mons-en-Barœul, n. 1909 - Roma, † 1990)
- Pierre Pélissier, poeta francese (Gourdon, n. 1814 - Parigi, † 1863)
- Pierre Reverdy, poeta e aforista francese (Narbona, n. 1889 - Solesmes, † 1960)
- Pierre de Ronsard, poeta francese (Couture-sur-Loir, n. 1524 - Prieuré de Saint-Cosme, † 1585)

## Predicatori(2)
- Pierre de Bruys, predicatore francese (Bruis, n. 1095 - Saint-Gilles, † 1131)
- Pierre Vogel, predicatore e pugile tedesco (Frechen, n. 1978)

## Presbiteri(18)
- Pierre Batiffol, presbitero, storico e teologo francese (Tolosa, n. 1861 - Parigi, † 1929)
- Marie-Vincent Bernadot, presbitero, scrittore e traduttore francese (Finhan, n. 1883 - La Bastide-l'Évêque, † 1941)
- Pierre Blet, presbitero e storico francese (Thaon, n. 1918 - Roma, † 2009)
- Pierre Bonhomme, presbitero francese (Gramat, n. 1803 - Gramat, † 1861)
- Pierre Chanoux, presbitero, alpinista e botanico italiano (Champorcher, n. 1828 - La Thuile, † 1909)
- Pierre Charles, presbitero, filosofo e teologo belga (Schaerbeek, n. 1883 - Lovanio, † 1954)
- Pierre Coudrin, presbitero francese (Coussay-les-Bois, n. 1768 - Parigi, † 1837)
- Pierre Debergé, presbitero francese (Ossages, n. 1956)
- Pierre Ganne, presbitero, teologo e filosofo francese (Clermont-Ferrand, n. 1904 - Biviers, † 1979)
- Pierre Gassendi, presbitero, filosofo e teologo francese (Champtercier, n. 1592 - Parigi, † 1655)
- Pierre Gibert, presbitero francese (Aix-en-Provence, n. 1936 - Parigi, † 2024)
- Pierre Le Baud, presbitero e storico francese (Saint-Ouën-des-Toits - † 1505)
- Pierre Maillard, presbitero, linguista e patriota francese (Chartres, n. 1710 - Halifax, † 1762)
- Pierre Mandonnet, presbitero, teologo e storiografo belga (Beaumont, n. 1858 - Tournai, † 1936)
- Pierre Riga, presbitero e poeta francese (Vendôme - Reims, † 1209)
- Pierre Rousselot, presbitero, teologo e filosofo francese (Nantes, n. 1878 - Éparges, † 1915)
- Pierre Scheuer, presbitero e filosofo belga (Schaerbeek, n. 1872 - Lovanio, † 1957)
- Pierre Vigne, presbitero francese (Privas, n. 1670 - Rencurel, † 1740)

## Principi(1)
- Pierre, principe di Sayd, principe ottomano (Karaman - Rodi, † 1522)

## Produttori cinematografici(2)
- Pierre Braunberger, produttore cinematografico francese (Parigi, n. 1905 - Aubervilliers, † 1990)
- Pierre Cléaud, produttore cinematografico francese

## Produttori televisivi(2)
- Pierre Cossette, produttore televisivo e produttore teatrale canadese (Salaberry-de-Valleyfield, n. 1923 - Montréal, † 2009)
- Pierre Grimblat, produttore televisivo, sceneggiatore e regista francese (Parigi, n. 1922 - Parigi, † 2016)

## Profumieri(1)
- Pierre François Pascal Guerlain, profumiere francese (Abbeville, n. 1798 - Parigi, † 1864)

## Psichiatri(1)
- Pierre Bovet, psichiatra e pedagogo svizzero (Grandchamp, n. 1878 - Boudry, † 1965)

## Psicologi(1)
- Pierre Daco, psicologo e psicoanalista belga (n. 1936 - Koksijde, † 1992)

## Registi(16)
- Pierre Badel, regista francese (Bagnolet, n. 1928 - Boulogne-Billancourt, † 2013)
- Pierre Billon, regista e sceneggiatore francese (Saint-Hippolyte-du-Fort, n. 1901 - Parigi, † 1981)
- Pierre Carles, regista francese (n. 1962)
- Pierre Chenal, regista e sceneggiatore francese (Bruxelles, n. 1904 - La Garenne-Colombes, † 1990)
- Pierre Chevalier, regista francese (Orbec, n. 1915 - Vaugrigneuse, † 2005)
- Pierre Colombier, regista e sceneggiatore francese (Compiègne, n. 1896 - Montrouge, † 1958)
- Pierre Granier-Deferre, regista e sceneggiatore francese (Parigi, n. 1927 - Parigi, † 2007)
- Pierre Kast, regista cinematografico e sceneggiatore francese (Parigi, n. 1920 - Clichy, † 1984)
- Pierre Léon, regista, attore e critico cinematografico francese (Mosca, n. 1959)
- Pierre Falardeau, regista e attivista canadese (Montreal, n. 1946 - Montreal, † 2009)
- Pierre Rehov, regista, scrittore e giornalista francese (Algeri, n. 1952)
- Pierre-Paul Renders, regista belga (Montigny-le-Tilleul, n. 1963)
- Pierre Salvadori, regista, sceneggiatore e attore francese (Tunisia, n. 1964)
- Pierre Schoeller, regista e sceneggiatore francese (Parigi, n. 1961)
- Pierre Schoendoerffer, regista, sceneggiatore e scrittore francese (Chamalières, n. 1928 - Clamart, † 2012)
- Pierre de Hérain, regista francese (Avilly-Saint-Léonard, n. 1904 - Parigi, † 1972)

## Registi teatrali(1)
- Pierre Audi, regista teatrale e direttore artistico libanese (Beirut, n. 1957 - Pechino, † 2025)

## Religiosi(2)
- Pierre Benoit, religioso francese (Nancy, n. 1906 - Gerusalemme, † 1987)
- Benildo Romançon, religioso francese (Thuret, n. 1805 - Saugues, † 1862)

## Rivoluzionari(1)
- Pierre Mulele, rivoluzionario e politico della Repubblica Democratica del Congo (Isulu-Matende, n. 1929 - † 1968)

## Rugbisti a 15(5)
- Pierre Berbizier, ex rugbista a 15, allenatore di rugby a 15 e dirigente sportivo francese (Saint-Gaudens, n. 1958)
- Pierre Bondouy, ex rugbista a 15 francese (Villefranche-de-Lauragais, n. 1970)
- Pierre Bruno, rugbista a 15 italiano (Genova, n. 1996)
- Pierre Mignoni, ex rugbista a 15 e allenatore di rugby a 15 francese (Tolone, n. 1977)
- Pierre Spies, ex rugbista a 15 sudafricano (Pretoria, n. 1985)

## Scacchisti(1)
- Pierre Charles Fournier de Saint-Amant, scacchista francese (Monflanquin, n. 1800 - † 1872)

## Sceneggiatori(2)
- Pierre Bismuth, sceneggiatore, regista e produttore cinematografico francese (Neuilly-sur-Seine, n. 1963)
- Pierre Gaspard-Huit, sceneggiatore e regista francese (Libourne, n. 1917 - Parigi, † 2017)

## Scenografi(1)
- Pierre Guffroy, scenografo francese (Parigi, n. 1926 - Chalon-sur-Saône, † 2010)

## Schermidori(7)
- Pierre Bitschiné, schermidore francese (Nancy, n. 1910 - Nancy, † 2001)
- Pierre Guichot, ex schermidore francese (Aureilhan, n. 1963)
- Pierre Halut, schermidore belga (n. 1978)
- Pierre Pêcher, schermidore belga (Anversa, n. 1907)
- Pierre Rodocanachi, ex schermidore francese (Bromley, n. 1938)
- Pierre Selderslagh, schermidore belga (Bruxelles, n. 1872 - Ixelles, † 1955)
- Pierre d'Hugues, schermidore francese (n. 1873 - † 1961)

## Sciatori alpini(6)
- Pierre Brazeau, ex sciatore alpino canadese
- Pierre Egger, ex sciatore alpino austriaco (n. 1978)
- Pierre Olsson, ex sciatore alpino svedese (n. 1979)
- Pierre Paquin, ex sciatore alpino francese (Neuilly-sur-Seine, n. 1979)
- Pierre Stamos, ex sciatore alpino francese (Chamonix, n. 1941)
- Pierre Violon, ex sciatore alpino francese (n. 1973)

## Scienziati(1)
- Pierre de Maricourt, scienziato francese (Maricourt)

## Scrittori(41)
- Pierre Adrian, scrittore e giornalista francese (n. 1991)
- Pierre Ansart, scrittore e sociologo francese (Corbeil-Essonnes, n. 1922 - Parigi, † 2016)
- Pierre Assouline, scrittore, giornalista e blogger francese (Casablanca, n. 1953)
- Pierre Barret, scrittore francese (Firminy, n. 1936 - Boulogne-Billancourt)
- Pierre Bayard, scrittore e psicanalista francese (Amiens, n. 1954)
- Pierre Bellemare, scrittore, conduttore televisivo e attore francese (Boulogne-Billancourt, n. 1929 - Suresnes, † 2018)
- Pierre Benoît, romanziere francese (Albi, n. 1886 - Ciboure, † 1962)
- Pierre Bergounioux, scrittore francese (Brive-la-Gaillarde, n. 1949)
- Pierre Bost, scrittore, sceneggiatore e giornalista francese (Lasalle, n. 1901 - Parigi, † 1975)
- Pierre Bottero, scrittore francese (Barcelonnette, n. 1964 - Lambesc, † 2009)
- Pierre Castex, scrittore, giornalista e critico cinematografico francese (Boulogne-Billancourt, n. 1924 - XIV arrondissement di Parigi, † 1991)
- Pierre Christin, scrittore, dialoghista e sceneggiatore francese (Saint-Mandé, n. 1938 - Parigi, † 2024)
- Pierre Cormon, scrittore e giornalista svizzero (Ambilly, n. 1965)
- Pierre Dalle Nogare, romanziere e poeta francese (Parigi, n. 1934 - Parigi, † 1984)
- Pierre Daninos, scrittore e umorista francese (Parigi, n. 1913 - Parigi, † 2005)
- Pierre Decourcelle, scrittore e drammaturgo francese (Parigi, n. 1856 - Parigi, † 1926)
- Pierre Drieu La Rochelle, scrittore, saggista e poeta francese (Parigi, n. 1893 - Parigi, † 1945)
- Pierre Gamarra, scrittore, poeta e drammaturgo francese (Tolosa, n. 1919 - Argenteuil, † 2009)
- Pierre Gascar, scrittore francese (Parigi, n. 1916 - Lons-le-Saunier, † 1997)
- Théophile Gautier, scrittore, poeta e giornalista francese (Tarbes, n. 1811 - Neuilly, † 1872)
- Pierre Hamp, scrittore francese (Nizza, n. 1876 - Le Vésinet, † 1962)
- Pierre Jean Jouve, scrittore e poeta francese (Arras, n. 1887 - Parigi, † 1976)
- Pierre Klossowski, scrittore, traduttore e pittore francese (Parigi, n. 1905 - Parigi, † 2001)
- Pierre de Larivey, scrittore, drammaturgo e traduttore francese (Troyes, n. 1541 - Troyes, † 1619)
- Pierre Lemaitre, scrittore francese (Parigi, n. 1951)
- Pierre Loti, scrittore e militare francese (Rochefort, n. 1850 - Hendaye, † 1923)
- Pierre Lucciana, scrittore francese (Bastia, n. 1832 - Bastia, † 1909)
- Pierre Magnan, scrittore francese (Manosque, n. 1922 - Voiron, † 2012)
- Sylvain Maréchal, scrittore e poeta francese (Parigi, n. 1750 - Montrouge, † 1803)
- Pierre Matthieu, scrittore, poeta e drammaturgo francese (Pesmes, n. 1563 - Tolosa, † 1621)
- Pierre Michon, scrittore e opinionista francese (Châtelus-le-Marcheix, n. 1945)
- Maurice Montuclard, scrittore francese (Saint-Étienne, n. 1904 - Nyons, † 1988)
- Pierre Naville, scrittore e sociologo francese (Parigi, n. 1904 - Parigi, † 1993)
- Pierre Perrault, scrittore e idrologo francese (Parigi, n. 1611 - † 1680)
- Pierre Pithou, scrittore francese (Troyes, n. 1539 - Nogent-sur-Seine, † 1596)
- Pierre Plantard, scrittore, esoterista e politico francese (Parigi, n. 1920 - Colombes, † 2000)
- Pierre Alexis Ponson du Terrail, scrittore francese (Montmaur, n. 1829 - Bordeaux, † 1871)
- Pierre Ryckmans, scrittore, saggista e critico letterario belga (Bruxelles, n. 1935 - Canberra, † 2014)
- Pierre Seel, scrittore francese (Haguenau, n. 1923 - Tolosa, † 2005)
- Pierre Stockmans, scrittore, magistrato e grecista belga (Anversa, n. 1608 - Bruxelles, † 1671)
- Pierre Villiers, scrittore francese (n. 1760 - Parigi, † 1849)

## Scultori(10)
- Pierre Biard il Giovane, scultore e architetto francese (Parigi, n. 1592 - Parigi, † 1662)
- Pierre Bontemps, scultore francese (n. 1507 - † 1568)
- Pépé Grégoire, scultore olandese (Teteringen, n. 1950)
- Pierre Julien, scultore francese (Saint-Paulien, n. 1731 - Parigi, † 1804)
- Pierre Le Pautre, scultore francese (Parigi, n. 1659 - Parigi, † 1744)
- Pierre Legros, scultore francese (Parigi, n. 1666 - Roma, † 1719)
- Pierre Legros il Vecchio, scultore francese (Chartres, n. 1629 - Parigi, † 1714)
- Pierre Puget, scultore, pittore e architetto francese (Marsiglia, n. 1620 - Marsiglia, † 1694)
- Pierre Louis Rouillard, scultore francese (Parigi, n. 1820 - Parigi, † 1881)
- Alexandre Schoenewerk, scultore francese (Parigi, n. 1820 - Parigi, † 1885)

## Sindacalisti(4)
- Pierre Biétry, sindacalista e politico francese (Fêche-l'Église, n. 1872 - Saigon, † 1918)
- Pierre Carniti, sindacalista e politico italiano (Castelleone, n. 1936 - Roma, † 2018)
- Pierre Monatte, sindacalista francese (Monlet, n. 1881 - Parigi, † 1960)
- Pierre Poujade, sindacalista e politico francese (Saint-Céré, n. 1920 - La Bastide-l'Évêque, † 2003)

## Sociologi(1)
- Pierre Bourdieu, sociologo e antropologo francese (Denguin, n. 1930 - Parigi, † 2002)

## Sollevatori(2)
- Pierre Alleene, sollevatore francese (Roubaix, n. 1909 - Perpignano, † 1994)
- Pierre Bouladou, sollevatore francese (Montpellier, n. 1925 - Montpellier, † 2022)

## Stilisti(2)
- Pierre Balmain, stilista francese (San Giovanni di Moriana, n. 1914 - Parigi, † 1982)
- Pierre Cardin, stilista italiano (Sant'Andrea di Barbarana, n. 1922 - Neuilly-sur-Seine, † 2020)

## Storici(17)
- Pierre Aubé, storico francese (Normandia, n. 1944)
- Pierre Du Bois, storico italiano (Valle d'Aosta, n. 1430 - † 1480)
- Pierre de Bourdeille, storico e biografo francese (Périgord, n. 1540 - † 1614)
- Pierre Broué, storico e attivista francese (Privas, n. 1926 - La Tronche, † 2005)
- Pierre Chaunu, storico francese (Belleville-sur-Meuse, n. 1923 - Caen, † 2009)
- Pierre Daudet, storico francese (Nîmes, n. 1904 - Staßfurt, † 1945)
- Pierre Gilles, storico svizzero (n. 1571 - † 1646)
- Pierre Goubert, storico francese (Saumur, n. 1915 - Issy-les-Moulineaux, † 2012)
- Pierre de Guibours, storico e genealogista francese (Parigi, n. 1625 - Parigi, † 1694)
- Pierre Milza, storico francese (Parigi, n. 1932 - Saint-Malo, † 2018)
- Pierre Nora, storico francese (Parigi, n. 1931 - Parigi, † 2025)
- Pierre Pascal, storico, slavista e traduttore francese (Issoire, n. 1890 - Neuilly-sur-Seine, † 1983)
- Pierre Renouvin, storico francese (Parigi, n. 1893 - Parigi, † 1974)
- Pierre Riché, storico francese (Parigi, n. 1921 - Ivry-sur-Seine, † 2019)
- Pierre Rosanvallon, storico francese (Blois, n. 1948)
- Pierre Vidal-Naquet, storico francese (Parigi, n. 1930 - Nizza, † 2006)
- Pierre Vilar, storico francese (Frontignan, n. 1906 - Saint-Palais, † 2003)

## Storici dell'arte(3)
- Pierre Francastel, storico dell'arte e critico d'arte francese (Parigi, n. 1900 - Parigi, † 1970)
- Pierre Rosenberg, storico dell'arte e saggista francese (Parigi, n. 1936)
- Pierre Vaisse, storico dell'arte francese (n. 1938)

## Storici delle religioni(1)
- Pierre Daniël Chantepie de la Saussaye, storico delle religioni olandese (Leeuwarden, n. 1848 - Bilthoven, † 1920)

## Taekwondoka(1)
- Pierre Guénette, taekwondoka canadese (Québec, n. 1969)

## Tennisti(5)
- Pierre Albarran, tennista francese (Chaville, n. 1893 - Parigi, † 1960)
- Pierre Barthes, ex tennista francese (Béziers, n. 1941)
- Pierre Darmon, ex tennista francese (Tunisi, n. 1934)
- Pierre Joly, ex tennista francese (n. 1946)
- Pierre Pellizza, tennista francese (Lourdes, n. 1917 - Louisville, † 1974)

## Tenori(2)
- Pierre Gaveaux, tenore e compositore francese (Béziers, n. 1760 - Charenton, † 1825)
- Pierre de Jélyotte, tenore francese (Lasseube, n. 1713 - Estos, † 1797)

## Teologi(7)
- Pierre de Bérulle, teologo e cardinale francese (Cérilly, n. 1575 - Parigi, † 1629)
- Pierre Busée, teologo olandese (Nimega, n. 1540 - Vienna, † 1587)
- Pierre Caroli, teologo francese (Rozay-en-Brie)
- Joseph Doré, teologo, storico delle religioni e arcivescovo cattolico francese (Arlon, n. 1936)
- Pierre Grelot, teologo, biblista e presbitero francese (Parigi, n. 1917 - Orléans, † 2009)
- Pierre Jurieu, teologo e politico francese (Mer, n. 1637 - Rotterdam, † 1713)
- Pierre Viret, teologo francese (Orbe, n. 1511 - Orthez, † 1571)

## Tiratori a segno(1)
- Pierre Coquelin de Lisle, tiratore a segno francese (Lilla, n. 1900 - Ivry-sur-Seine, † 1980)

## Tiratori a volo(1)
- Pierre Perrier, tiratore a volo francese († 1925)

## Triplisti(1)
- Pierre Camara, ex triplista francese (n. 1965)

## Trovatori(1)
- Pierre de Molins, trovatore francese

## Umanisti(2)
- Pierre Bersuire, umanista, storico e traduttore francese (Saint-Pierre-du-Chemin - Parigi, † 1362)
- Pierre Coustau, umanista e giurista francese (Parigi)

## Umoristi(2)
- Pierre Dac, umorista e attore francese (Châlons-sur-Marne, n. 1893 - Parigi, † 1975)
- Pierre Desproges, umorista francese (Pantin, n. 1939 - Neuilly-sur-Seine, † 1988)

## Velisti(4)
- Pierre Gervais, velista francese (Châtellerault, n. 1870 - Cerdon, † 1960)
- Pierre Le Coq, velista francese (Saint-Brieuc, n. 1989)
- Pierre Moussette, velista francese (Parigi, n. 1861 - Parigi, † 1932)
- Pierre de Boulogne, velista francese

## Velocisti(2)
- Pierre Failliot, velocista, multiplista e rugbista a 15 francese (Parigi, n. 1889 - Parigi, † 1935)
- Pierre Skawinski, velocista francese (Bordeaux, n. 1912 - Biarritz, † 2009)

## Vescovi(3)
- Pierre de Cros, vescovo e abate francese (Saint-Exupéry-les-Roches - Avignone, † 1388)
- Pierre Aycelin de Montaigut, vescovo francese (Francia - Reims, † 1388)
- Pierre des Prés, vescovo e cardinale francese (Montpezat-de-Quercy - Avignone, † 1361)

## Vescovi anglicani(1)
- Pierre Whalon, vescovo anglicano e vescovo vetero-cattolico statunitense (Newport, n. 1952)

## Vescovi cattolici(29)
- Pierre Bertrand, vescovo cattolico e cardinale francese (Colombier, n. 1299 - Montaut, † 1361)
- Pierre Bürcher, vescovo cattolico svizzero (Fiesch, n. 1945)
- Pierre Cauchon, vescovo cattolico francese (Reims, n. 1371 - Rouen, † 1442)
- Pierre Charlot, vescovo cattolico francese (Mar Mediterraneo, † 1249)
- Pierre Lucien Claverie, vescovo cattolico francese (Algeri, n. 1938 - Orano, † 1996)
- Pierre Duprey, vescovo cattolico e missionario francese (Croix, n. 1922 - Roma, † 2007)
- Pierre Huỳnh Văn Hai, vescovo cattolico vietnamita (Thanh Phu, n. 1954)
- Pierre de Jean, vescovo cattolico francese (Cahors - Villalier, † 1338)
- Pierre Kiều Công Tùng, vescovo cattolico vietnamita (Saigon, n. 1964)
- Pierre Lê Tấn Lợi, vescovo cattolico vietnamita (Cần Thơ, n. 1970)
- Pierre Mamie, vescovo cattolico svizzero (La Chaux-de-Fonds, n. 1920 - Villars-sur-Glâne, † 2008)
- Pierre Nguyễn Huy Mai, vescovo cattolico vietnamita (Hanoi, n. 1913 - Ban Mê Thuột, † 1990)
- Pierre Marie Nguyễn Huy Quang, vescovo cattolico vietnamita (Vĩnh Lộc, n. 1910 - Son Tay, † 1985)
- Pierre Nguyễn Soạn, vescovo cattolico vietnamita (Phước Sơn, n. 1936 - Quy Nhơn, † 2024)
- Pierre Nguyễn Văn Khảm, vescovo cattolico vietnamita (Hà Đông, n. 1952)
- Pierre Marie Nguyễn Văn Năng, vescovo cattolico vietnamita (Kẻ Gai, n. 1910 - † 1978)
- Pierre Nguyễn Văn Đệ, vescovo cattolico vietnamita (Trí Bưu, n. 1946)
- Pierre Nivelle, vescovo cattolico, abate e pittore francese (Troyes, n. 1593 - Luçon, † 1661)
- Pierre Nommesch, vescovo cattolico lussemburghese (Stadtbredimus, n. 1864 - Lussemburgo, † 1935)
- Pierre Marie Phạm Ngọc Chi, vescovo cattolico vietnamita (Tôn Đạo, n. 1909 - † 1988)
- Pierre Phạm Tần, vescovo cattolico vietnamita (Bến Cát, n. 1913 - Thanh Hóa, † 1990)
- Pierre Auguste Gratien Pican, vescovo cattolico francese (Granville, n. 1935 - Parigi, † 2018)
- Pierre-Joseph-Georges Pigneau de Béhaine, vescovo cattolico, missionario e religioso francese (Origny-en-Thiérache, n. 1741 - Quy Nhơn, † 1799)
- Pierre Simons, vescovo cattolico belga (Tielt, n. 1538 - Ypres, † 1605)
- Pierre Trần Thanh Chung, vescovo cattolico vietnamita (Đà Nẵng, n. 1927 - Ia Phìn, † 2023)
- Pierre Jean Trần Xuân Hạp, vescovo cattolico vietnamita (Nhân Hòa, n. 1920 - † 2005)
- Pierre Trần Đình Tứ, vescovo cattolico vietnamita (Đông La, n. 1937)
- Pierre de Lamanon, vescovo cattolico francese (Aix-en-Provence, † 1304)
- Pierre de Sacierges, vescovo cattolico francese († 1514)

## Vetrai(1)
- Pierre Le Vieil, vetraio francese (Parigi, n. 1708 - Parigi, † 1772)

## Violinisti(5)
- Pierre Amoyal, violinista francese (Parigi, n. 1949)
- Pierre Baillot, violinista e compositore francese (Passy, n. 1771 - Parigi, † 1842)
- Pierre Doukan, violinista e docente francese (Parigi, n. 1927 - Suresnes, † 1995)
- Pierre Gaviniès, violinista e compositore francese (Bordeaux, n. 1728 - Parigi, † 1800)
- Pierre Van Maldere, violinista e compositore belga (Bruxelles, n. 1729 - Bruxelles, † 1768)

## Violoncellisti(2)
- Pierre Fournier, violoncellista francese (Parigi, n. 1906 - Ginevra, † 1986)
- Pierre Talon, violoncellista e compositore francese (Reims, n. 1721 - Parigi, † 1785)

## Zoologi(4)
- Pierre Benoit, zoologo e aracnologo belga (n. 1920 - † 1995)
- Pierre Denys de Montfort, zoologo e naturalista francese (Dunkerque, n. 1766 - Parigi, † 1820)
- Pierre Marie Arthur Morelet, zoologo francese (Doubs, n. 1809 - Digione, † 1892)
- Pierre Pfeffer, zoologo francese (Parigi, n. 1927 - Parigi, † 2016)

## Senza attività specificata(15)
- Pierre Allais, francese (Parigi, n. 1700 - Parigi, † 1782)
- Pierre Baruzy, francese (Amiens, n. 1897 - Parigi, † 1994)
- Pierre Jaillard Bressan, francese (Bourg-en-Bresse, n. 1663 - Tournai, † 1731)
- Pierre de la Broce, francese (n. 1230 - Parigi, † 1278)
- Pierre de Corneillan († 1355)
- Pierre Fillon, oculista francese (Le Mans, n. 1958)
- Maximin Giraud, francese (Corps, n. 1835 - Corps, † 1875)
- Pierre Naust, francese (Parigi, † 1709)
- Pierre Sané, senegalese (Dakar, n. 1949)
- Pierre Vaultier, ex snowboarder francese (Briançon, n. 1987)
- Pierre de Vielle-Bride, francese (Francia - Terra santa, † 1242)
- Pierre de Corbie, francese
- Pierre de Montaigu, cavaliere medievale francese († 1232)
- Pierre de Polignac, duca (Hennebont, n. 1895 - Parigi, † 1964)
- Pierre le Pelley III (n. 1790 - † 1839)